# Mimulosia melaleuca
Mimulosia melaleuca är en fjärilsart som beskrevs av De Toulgoët 1958. Mimulosia melaleuca ingår i släktet Mimulosia och familjen björnspinnare. Inga underarter finns listade i Catalogue of Life.